# Colectivos de Jóvenes Comunistas
Los Colectivos de Jóvenes Comunistas (CJC) son la organización juvenil comunista del Partido Comunista de los Trabajadores de España (PCTE). Los CJC se definen por un trabajo político que busca incorporar a la juventud a la lucha por el socialismo-comunismo. Se guían por el marxismo-leninismo y son la organización escuela del PCTE, sirviendo como concreción de su política entre la juventud obrera y de extracción popular.
Su proyecto estratégico está definido en el Manifiesto-Programa del PCTE y el documento: El papel de la Juventud Comunista en la organización de la revolución socialista en España. El órgano de expresión del Consejo Central de los CJC, su revista política, es el Juventud!.
Los CJC se fundaron por acuerdo del Comité Central del Partido Comunista de los Pueblos de España (PCPE) el 13 de enero de 1985, con base en los acuerdos tomados en el Congreso de Unidad de los Comunistas el 13, 14 y 15 de enero de 1984. Desde marzo de 2019 su referencia partidaria es el Partido Comunista de los Trabajadores de España (PCTE).
El símbolo de los CJC es una bandera roja que contiene una estrella de cinco puntas con la hoz y el martillo, y las siglas «CJC» a la derecha. Los CJC pueden utilizar en Euskadi, Galiza, Asturies y Catalunya las siglas GKK, CMC y CJC respectivamente, de manera indistinta.
Los CJC gestionan además la Escuela online Trifón Medrano, un espacio digital para que los jóvenes puedan acceder las bases teóricas de su política. En dicha web se encuentra el Cuadernillo del Nuevo Militante, documento introductorio que utilizan como presentación de su proyecto político entre la juventud.
A nivel internacional, los CJC forman parte de la Federación Mundial de la Juventud Democrática (FMJD) desde su creación, y del Encuentro de Organizaciones Juveniles Comunistas Europeas (MECYO).

## Historia

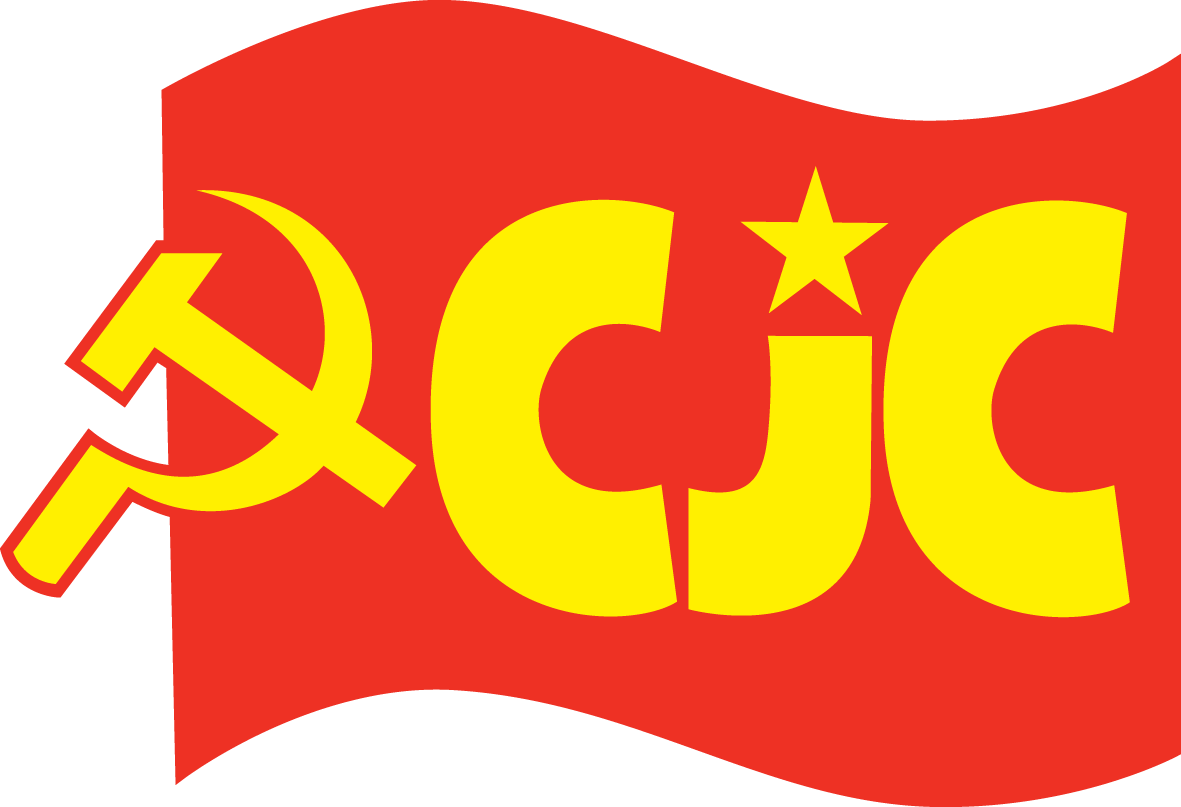
Antiguo logotipo de los CJC.

### El origen histórico de los CJC
Los CJC se consideran una organización heredera del Partido Comunista de España (sección española de la Internacional Comunista) y de la UJC ambos fundados en 1921. 
Entre los hitos que reivindican también como parte de su propia historia están: el levantamiento proletario de octubre de 1934, la lucha contra el fascismo durante la guerra civil, la lucha de los comunistas durante la clandestinidad o la ruptura con el eurocomunismo en los años 80.

### Fundación y primeros años de existencia (1985-1989)
Los primeros núcleos que dieron paso a la posterior organización de los CJC a nivel estatal se produjeron en los años previos a 1985, en diferentes territorios del país y paralelamente a la organización del Partido Comunista (PC). Entre estos núcleos, centrados en la reorganización de la Juventud Comunista tras la ruptura con el PCE y la UJCE eurocomunistas, destaca el caso de los Collectius de Joves Comunistes, fundados en 1982 como organización juvenil del PCC, partido que nació tras un proceso de ruptura con el PSUC debido a la deriva eurocomunista de este último. Otros grupos que también pasaron a formar parte de los CJC fueron el Movimiento de Recuperación de la Juventud Comunista de Madrid y los núcleos de la JC en Asturias, Euskadi, País Valenciá, Andalucía o Baleares.
El 13 de enero de 1985, coincidiendo con el primer aniversario del Congreso de Unidad de los Comunistas, el Comité Central del PCPE decidió crear la Comisión Estatal de los Colectivos de Jóvenes Comunistas (dirección provisional), con la tarea de celebrar el primer congreso de los CJC. Este fue un punto clave en la reconstrucción de la Juventud Comunista marxista-leninista en España, en un contexto en el que las fuerzas comunistas comenzaban a reagruparse.
Los días 6, 7 y 8 de diciembre de 1986 se celebró en Madrid el I Congreso, bajo el lema «Conquista tus derechos. Lucha con nosotros». Con la presencia de 400 delegadas y delegados se elaboraron unas tesis programáticas destinadas a sentar las bases de la propuesta política de los CJC. Josep Miquel Céspedes se convirtió en su primer secretario general.
Entre las cuestiones abordadas en aquel congreso destacan la lucha del movimiento estudiantil, el trabajo sindical y en el movimiento obrero (tras las experiencias de la Huelga General del 20 de junio de 1985), la lucha contra la OTAN y el trabajo de solidaridad internacionalista (en 1985 los CJC participan en Moscú el XII de la FMJE).
Los CJC celebraron su II Congreso en Madrid, los días 17 y 18 de marzo de 1989, bajo el lema «El presente es de lucha, el futuro es nuestro». Este congreso tuvo lugar dos meses después de que una parte de la militancia rompiera con el proyecto político del PCPE y se incorporará al PCE tras un irregular congreso de unidad. Comenzaba así un periodo de dificultades internas para los CJC.

### Los CJC tras la caída de la URSS (1989-1997)
Tras el derrumbe de la URSS y el resto de países socialistas del centro y este de Europa terminó de desencadenar una crisis en el Movimiento Comunista Internacional, teniendo su reflejo también en los CJC. En lo interno de los CJC comenzó a conformarse una fracción frente al PCPE. Mediante la reivindicación de la independencia orgánica respecto al partido, un amplio sector buscó romper con el proyecto estratégico del PCPE y justificar la integración en Izquierda Unida y en el PCE. Este proceso de crisis se producía también en el seno del Partido: produciéndose la ruptura en el IV Congreso del PCPE. Posteriormente, los CJC celebraron en 1993 el III Congreso en Mollina (Málaga), marcado por los mismos conflictos de enfrentamiento con el PCPE e influencia del proyecto de IU.
Entre 1994 y 1997 los CJC vivieron un periodo muy difícil, durante el cual se creó el Comité Estatal de dirección (dirección provisional) en un intento de contrarrestar la disgregación y desaparición de numerosos colectivos de base. En 1997, tras un largo proceso de recomposición, se celebró el IV Congreso en Madrid bajo el lema «Unir a la juventud, organizar la revolución», comenzando el proceso de recuperación de los CJC como organización.

### Resurgimiento de los CJC (2001-2009): la recuperación de la normalidad organizativa
Superados los peores momentos, los CJC celebraron el V Congreso los días 6, 7, 8 y 9 de diciembre de 2001 en Madrid, bajo el lema «Juventud organizada, batalla ganada». Los CJC comenzaron a incorporar a sus filas a una nueva generación de militantes jóvenes que, junto a los cuadros que habían sostenido a la organización en la crisis de la anterior etapa, fueron recuperando la dinámica en la dirección central y la iniciativa de trabajo político, lo cual conllevó un crecimiento organizativo paulatino.
En 2005 tuvo lugar el VI Congreso, los días 22, 23 y 24 de julio en Madrid, bajo el lema «Pensar, vivir y construir revolución», en el que Emma Esplá resultó elegida como secretaria general. En este periodo se relanzaron las relaciones internacionales y el trabajo en la Federación Mundial de la Juventud Democrática.

### Crecimiento y desarrollo (2009 – 2017): los CJC en el contexto de la crisis de 2008
Los días 5, 6 y 7 de diciembre de 2009 tuvo lugar el VII Congreso, bajo el lema «La juventud a la ofensiva, construyendo revolución», en el que salió elegido como nuevo secretario general Juan Nogueira. El Congreso fue una muestra de la influencia creciente a nivel internacional, con la presencia de 24 delegaciones internacionales.
Este congreso se celebró tras el estallido de la profunda crisis capitalista de 2008. Las capacidades crecientes de los CJC y la agudización de la lucha de clases, permitieron ampliar las fronteras organizativas de los CJC y dar un importante salto cualitativo y cuantitativo como organización juvenil comunista.
Ese salto cualitativo y cuantitativo fue posibilitado y potenciado por el IX Congreso del PCPE, celebrado en diciembre de 2010, que “recuperó definitivamente la estrategia política leninista” tras los largos años de reconfiguración y recomposición del movimiento comunista en España.
Durante aquellos años, y al calor de intensas luchas estudiantiles, tuvo lugar también la I Conferencia de Estudiantes (2012), conferencia en la que se caracterizó el papel que cumple la educación en el capitalismo y en la que se acordó la necesidad de trabajar hacia la creación de un sindicato estudiantil de ámbito estatal.
Todo este periodo de aprendizajes y desarrollo desembocó en el VIII Congreso, celebrado entre el 23 y el 25 de marzo de 2013, bajo el lema «En todo barrio, centro de estudios y de trabajo, ¡Juventud Comunista!», en el que Sócrates Fernández resultó elegido como secretario general. Este Congreso sintetizó la experiencia de masas acumulada, terminando de romper con la pasividad de periodos anteriores, volcando plenamente a la Juventud Comunista hacia el trabajo de intervención en los espacios de vida y trabajo de la juventud obrera y dando una cobertura organizativa a todo ello a través de la recuperación de la organización sectorial.
Desde el VIII Congreso, celebrado en 2013, los CJC han contado, salvo en pequeños lapsos de tiempo, con organización en todas las comunidades autónomas de España, articulando cada vez más estructuras de dirección intermedias y colectivos de base con una creciente actividad en el movimiento estudiantil y el movimiento obrero. El crecimiento de esta época de los CJC está marcado, especialmente, por la influencia en el movimiento estudiantil: se llevó a la práctica la apuesta por construir una organización sindical a nivel estatal y romper con la atomización y desorganización del movimiento estudiantil.
Esto favoreció la celebración en 2014 y 2015 de dos encuentros de coordinación estatal, en los que participaron varias estructuras estudiantiles de todo el país que debatieron y definieron una hoja de ruta hacia la creación del sindicato estatal. Finalmente, se celebró el Congreso de Unidad Estudiantil en Valencia en diciembre de 2015: nacía el Frente de Estudiantes como resultado de un intenso periodo de lucha estudiantil contra el Plan Bolonia y la ley Wert, como respuesta necesaria de los errores y aciertos de un ciclo de lucha que empezaba a agotarse. El Frente de Estudiantes, fruto de aquel proceso de coordinación de distintas asociaciones y entidades estudiantiles, se convirtió desde entonces en la apuesta estudiantil de los CJC.
Durante este periodo nació también el Campamento de la Juventud, cuya primera edición se celebró en 2014 en Pola de Gordón, León, bajo el lema: “Por la paz y contra el imperialismo”. Desde entonces, los CJC han celebrado anualmente, en los meses de julio o agosto, el Campamento de la Juventud.
El 12, 13 y 14 de marzo de 2016 se celebró el IX Congreso de los CJC bajo el lema «Consolidar la Juventud Comunista. Organizar a los jóvenes. Preparar la revolución», del que salió elegida como secretaria general Marina Gómez. Los buenos resultados logrados en los años anteriores habían permitido sentar las bases para una política de masas más ofensiva y dirigente. Una buena demostración tuvo lugar con ocasión de la huelga general educativa del 9 de marzo de 2017, en cuyo impulso, organización y desarrollo el Frente de Estudiantes fue un actor decisivo.
Debido a lo anterior, en diciembre de 2017 los CJC celebraron la II Conferencia de Movimiento Estudiantil y Educación bajo el lema «Estudiar, luchar y crear: continuar la ofensiva en los centros de estudio». Esta conferencia, recopilando lo aprendido, actualizó y profundizó el modelo de sindicato estudiantil estatal por el que se apostaba y se clarificó cuál era el papel que los CJC debían jugar en el desarrollo del mismo. Además, se ahondó en la definición de los colectivos sectoriales estudiantiles.

### La ruptura con el PCPE (2017-2019)
Sin embargo, durante aquellos años se produjo un paulatino descenso de la lucha de masas, comenzando el fin del ciclo de contestación a la crisis de 2008. Los años precedentes al IX Congreso habían permitido a los CJC y a buena parte del Partido obtener importantes lecciones político-ideológicas “para colocar al proyecto comunista de nuevo en el camino de ser un actor político determinante entre la clase obrera”. Dichas lecciones y la práctica política que se derivaban de ellas no era compartida por un sector de la dirección del PCPE .
La mayoría de los CJC y una parte importante del PCPE veían en este sector una constante obstrucción e incumplimiento político donde se escondían concepciones oportunistas y liquidadoras, la voluntad de devolver al Partido a una política frente izquierdista y marginal, concepciones revisionistas en el análisis del imperialismo, eclecticismo ideológico, comprensión eurocomunista del funcionamiento del Partido" y un largo etcétera de posiciones que fueron creciendo y atrincherándose en el Buró Político del PCPE tras su X Congreso, celebrado en junio de 2016. Desde esa fracción instalada en la dirección se comenzó a aplicar una política contra los CJC, lo que provocó una ruptura de relaciones entre CJC y la dirección del PCPE en abril de 2017.
No obstante, una buena parte del PCPE y de su Comité Central también rompieron en abril de 2017. En el V Pleno del Comité Central del PCPE el Partido quedó oficialmente dividido en dos. El Partido dirigido por Astor García tuvo el respaldo de amplios sectores del PCPE y la práctica totalidad de los CJC.

### Una nueva etapa bajo la dirección del PCTE (2019- actualidad)
El periodo de ruptura se puede considerar finalizado en marzo de 2019, en el X Congreso de los CJC, marco en el cual, el último día de los debates congresuales de la Juventud, el Comité Central del Partido anunció el cambio de denominación de la estructura partidaria, que pasó a llamarse Partido Comunista de los Trabajadores de España (PCTE). Esta finalización se certificaría en el II Congreso del PCTE, el Congreso del Centenario, donde se aprobó el Manifiesto-Programa del PCTE.
En aquel X Congreso de los CJC, celebrado los días 1, 2 y 3 de marzo bajo el lema «Una organización para que suene en presente la palabra revolución», se eligió a Javier Martín como secretario general. El X Congreso desarrolló importantes cuestiones en torno a la acción política de los comunistas y la bolchevización del funcionamiento interno, la estructuración de la organización desde el centro político.
El XI Congreso se celebró los días 18, 19 y 20 de noviembre de 2022 bajo el lema «La fuerza militante», Eva G. Madariaga fue elegida secretaria general. Este Congreso partía del análisis de que los años precedentes colocan a los CJC en una mejor disposición para afrontar un nuevo periodo de la lucha de clases, marcado por los efectos de la profunda nueva crisis capitalista. El Congreso profundizó en cuestiones relativas a la intervención y dirección de masas, así como a cuestiones de organización a nivel intermedio y de base.

## La propuesta política de los CJC
La propuesta estratégica de los CJC está contenida en el Manifiesto-Programa del PCTE, y concretada a la realidad juvenil a través del documento anexo El papel de la Juventud Comunista en la preparación de la revolución socialista.
Los CJC y el PCTE son un mismo proyecto político, cuya estrategia parte de la consideración de que vivimos en la época de las revoluciones proletarias.  Señalan que la contradicción fundamental de nuestra época es entre capital y trabajo en su expresión monopolística, imperialista, en la que se agudiza la contradicción entre el carácter social de la producción y la forma privada de apropiación de lo producido.
Por ello, los CJC y el PCTE afirman que no existen etapas intermedias entre el capitalismo y el socialismo-comunismo, y que su tarea, en consecuencia, es la preparación del factor subjetivo y su materialización en diversas formas de organización, poder e interrelación de la clase obrera y los sectores populares.
Plantean que la preparación multifacética de la clase obrera para la conquista del poder político es una tarea inmediata. La intensificación de las contradicciones que caracterizan al imperialismo como capitalismo agonizante no implica que este vaya a desaparecer por sí solo, sino que es la fase de desarrollo capitalista en la que han madurado las condiciones para la revolución socialista.
El proyecto del PCTE y los CJC considera que ni la suma progresiva de reformas ni la acción parlamentaria puede conducir a la emancipación de la clase obrera, sino que es necesario el partido de nuevo tipo bolchevique; un partido centralizado y homogéneo en lo ideológico cuya existencia se fundamenta en la premisa de que la revolución no llegará por fatalismo, sino que se ha de organizar. El partido de nuevo tipo, a través de su organización celular, existe y trabaja en la cotidianidad de la clase obrera. Es un partido que acude a las masas, sin renunciar a ninguna plataforma desde la que tomar contacto con ellas.
Su labor es organizar a la clase obrera, sujeto revolucionario y fuerza dirigente de la revolución, por su posición en el seno de la producción. Las fuerzas motrices de la revolución socialista se completan con los sectores populares oprimidos objetivamente enfrentados al capitalismo monopolista. Con base en lo anterior, su acción política se orienta hacia la construcción de la unidad de la clase obrera en España en alianza con estos sectores para alterar la correlación de fuerzas y oponer al poder del capital, en condiciones revolucionarias, un frente obrero y popular bajo dirección comunista.
El papel de los CJC como organización juvenil del PCTE en este proceso de acumulación de fuerzas es intervenir en los espacios de vida y trabajo de la juventud, en los centros de trabajo, en los centros de estudio, en el ámbito vecinal, en la lucha de las mujeres trabajadoras… con el fin de elevar las capacidades políticas y organizativas de los hijos e hijas de la clase obrera. Cada militante de los CJC trabaja por ampliar los círculos de influencia de la Juventud Comunista. Además, los CJC son una organización-escuela. La perspectiva del aprendizaje y la formación caracteriza su trabajo político.
El PCTE y los CJC son internacionalistas; consideran que la revolución tiene forma nacional, pero contenido internacional, es decir, que es un momento de la revolución proletaria mundial. Por eso trabajan al mismo tiempo por organizar y unificar políticamente a la clase obrera en España y organizar un nuevo centro revolucionario internacional, una nueva Internacional Comunista.

## Órganos de expresión
El Juventud como órgano de expresión de los CJC apareció por primera vez en enero de 1986 y fue publicado hasta junio de 1992. Con ello se recogía el legado del histórico periódico de las JSU Juventud. Órgano central de la Federación de Juventudes Socialistas Unificadas de España, que surgió en julio de 1936.
Cinco años después de dejar de publicar el Juventud, se tomó la decisión de que el nuevo órgano de expresión de los CJC fuera Tinta Roja, cuyas publicaciones se llevaron a cabo entre octubre de 1997 y la primavera de 2017.
En 2021, coincidiendo con el centenario de la Juventud Comunista en España, se volvió a presentar el Juventud! como órgano de expresión de los CJC. Su primer número, el Nº0, se dedicó al centenario y a la necesaria ruptura con la socialdemocracia. Su segundo número, el Nº1, se publicó en 2022 y estuvo dedicado a las formas contemporáneas de explotación. El Nº3 se publicó en abril de 2023 y su temática fue el XI Congreso de los CJC y la estrategia y táctica de la organización juvenil.
El Juventud! es el órgano de expresión del Consejo Central de los CJC, expone sus puntos de vista y propuestas hacia la juventud obrera y de extracción popular. Se trata de una revista de tipo político-cultural que aborda distintos fenómenos de la realidad desde la perspectiva del comunismo científico.
El Juventud! tiene, además, una versión audiovisual: el Juventud! Podcast, que comenzó en noviembre de 2021. Los CJC tiene también un programa online y en directo titulado “Toma la palabra”.

## Campamento de la Juventud y Universidad de Verano
El Campamento de la Juventud es un evento que de forma anual se desarrolla en un entorno natural y que con un contenido introductorio y temático, militantes, simpatizantes y amigos de los CJC llevan a cabo en un espacio de aprendizaje, ocio y camaradería. 
Además, en 2022 se realizó junto con el PCTE la I Universidad de Verano, espacio de estudio y debate en torno a una temática concreta.
- I Campamento de la Juventud (2014, León): «Por la paz y contra el imperialismo».
- II Campamento de la Juventud (2015, Madrid): «Unidos somos fuertes, organizados e invencibles».
- III Campamento de la Juventud (2016, Madrid): «Porque amamos la paz, estamos con los refugiados; porque odiamos la guerra, estamos contra el imperialismo».
- IV Campamento de la Juventud (2017, Aragón): «Estudiar, aprender, luchar. 100 años después, contra la mi- seria capitalista seguimos el ejemplo de Octubre».
- V Campamento de la Juventud (2018, Aragón): «Memoria y presente: lecciones de ayer, la lucha de hoy».
- VI Campamento de la Juventud (2019, Madrid): «Seguimos en pie de guerra, 1939-2019».
- VII Campamento de la Juventud (2021, Madrid): «100 años tejiendo nuestra bandera».
- VIII Campamento de la Juventud (2022, Madrid): «En esta crisis nos encontrarán con los puños cerrados».
- IX Campamento de la Juventud (2023, Madrid): «Prisioneros de una vida en crisis».
- X Campamento de la Juventud (2024, Segovia). «Hijos de Octubre... Arcilla de la Revolución»

## Secretaría general
| Período    | Secretario General          |
| ---------- | --------------------------- |
| 1985-1988  | Josep Miquel Céspedes       |
| 1988-1993  | Vicente Serrano             |
| 1993-1997  | Comité Estatal de Dirección |
| 1997-2005  | Diana Bazo                  |
| 2005-2009  | Emma Esplá                  |
| 2009-2013  | Juan Nogueira               |
| 2013-2016  | Sócrates Fernández          |
| 2016-2019  | Marina Gómez                |
| 2019-2022  | Javier Martín               |
| Desde 2022 | Eva G. Madariaga            |